# مطموط
المطموط (الاسم العلمي: Momotus) هو جنس من الطيور يتبع الفصيلة المطموطية من رتبة الشقراقيات.

## أنواع المطموط
- مطموط متوج خمري (الاسم العلمي:Momotus mexicanus)
- مطموط متوج أزرق (الاسم العلمي:Momotus momota)
- مطموط إستوائي (الاسم العلمي:Momotus aequatorialis)